# Lễ (Thường Đức)
Lễ huyện (澧县) Hán Việt: Lễ huyện) là một huyện thuộc địa cấp thị Thường Đức, tỉnh Hồ Nam, Cộng hòa Nhân dân Trung Hoa. Huyện Lễ có diện tích 1872 km2, dân số năm 1999 là 877.585 người,
Lề huyện là nơi có di chỉ Thành Đầu Sơn, di chỉ Bàng Đầu Sơn và di chỉ Bát Thạch Đang (tiếng Trung: 城头山遗址, 彭头山遗址 và 八十垱遗址)